# Barbara Bolotner
Barbara Bolotner est une actrice française.

## Biographie
Elle est diplômée du Conservatoire national supérieur d'art dramatique de Paris en juin 2010. Elle est également titulaire d'une licence d'art du spectacle de la Sorbonne Nouvelle. Elle parle couramment l'espagnol.

## Filmographie

### Cinéma
- 2012 : Mince alors ! de Charlotte de Turckheim : Jessica
- 2013 : Malavita de Luc Besson : Serveuse
- 2014 : Fiston de Pascal Bourdiaux : Fille fast-food
- 2014 : 24 jours de Alexandre Arcady : Tifenn
- 2014 : L'Ex de ma vie de Dorothée Sebbagh : La surveillante au Louvre
- 2014 : Les Vacances du petit Nicolas de Laurent Tirard : La serveuse de la buvette
- 2014 : Tu veux ou tu veux pas de Tonie Marshall
- 2015 : Un village presque parfait de Stéphane Meunier : La fille cicatrice
- 2015 : Qui c'est les plus forts ? de Charlotte de Turckheim : Valou
- 2015 : Arrêtez-moi là de Gilles Bannier : Employée SPA
- 2015 : Adami : On the Road, court-métrage de Marion Laine (nomination catégorie jeune espoir au festival Jean Carmet)
- 2016 : La Folle Histoire de Max et Léon de Jonathan Barré : Juliette
- 2016 : Les Têtes de l'emploi de Alexandre Charlot et Franck Magnier : Conseillère
- 2017 : Mes trésors de Pascal Bourdiaux : La colocataire
- 2017 : Sales Gosses de Frédéric Quiring : Blanche
- 2020 : C'est la vie de Julien Rambaldi : Contrôleuse SNCF
- 2020 : Les Blagues de Toto de Pascal Bourdiaux : Mademoiselle Blanquette
- 2021 : Le Trésor du Petit Nicolas de Julien Rappeneau : La boulangère
- 2021 : Mince alors 2 ! de Charlotte de Turckheim : Jessica
- 2021 : Flashback de Caroline Vigneaux : Bagnarde
- 2023 : Notre tout petit petit mariage de Frédéric Quiring : Jennifer
- 2023 : Les Blagues de Toto 2 : Classe verte de Pascal Bourdiaux : Madame Gossein
- 2024 : Sur un fil de Reda Kateb : Mimi
- 2025 : Natacha (presque) hôtesse de l'air de Noémie Saglio : Lisa
- 2025 : Doux Jésus de Frédéric Quiring : Sœur Constance

### Télévision
- 2012 : pilote série courte : Bus Stop de Laurent de Vismes
- 2013 : émission TV : Le Débarquement mise en scène de Alex Lutz pour Canal+
- 2013 : Le Bœuf clandestin de Gérard Jourd'hui pour France 3
- 2013 : émission TV : Le Débarquement 2 pour Canal+
- 2014 : pilote de La Forêt des jolis glands réalisé par Nicolas Cuche pour Arte
- 2014 : Scènes de ménages pour M6
- 2014 : Couleur locale de Coline Serreau pour France 3
- 2014 : Coup de cœur de Dominique Ladoge pour France 2
- 2014 : La Douce Empoisonneuse de Bernard Stora pour Arte
- 2015 : Pierre Brossolette de Coline Serreau pour France 3
- 2016 : Les Ravis de la crèche de Antony Barthélémy pour 6ter
- 2017 : Scènes de ménages pour M6
- 2017 : Ce soir-là et les jours d'après de Marion Laine pour France 2
- 2017 : Amusée vous Amusée moi pour Arte (Meilleur programme court au Festival de la fiction TV de La Rochelle)
- 2019 : La folle soirée du Palmashow pour TF1
- 2022 :  CAPUCINE  de Louis Delva prod VEMA PRODUCTION : Rôle principal pour AB1 AB3 RTL9
- 2023 : HPI (saison 3, épisode 7 « Tonnerre ! » de Djibril Glissant) : Sandrine/Iris
- 2024 : Panda ( saison 2, épisode 2« un mariage un enterrement » de Jérémy Manguy) : Charlène
- 2025 : Ma mère est une espionne de Léo Karmann : Caro

### Web séries
- 2018 : Zérostérone de Nadja Anane pour France TV

### Publicités
- 2013 : CIC, réalisé par Barney Cookeliss
- 2011 : Sofinco, réalisé par Jean-Michel Ribes

## Théâtre
- 2005 : La Dispute de Marivaux au Théâtre de Saint-Pierre du Perray
- de 2007 à 2010 présentation d'ateliers au Conservatoire
  - Les Cents Pas, mise en scène par Daniel Mesguich
  - Adrienne Lecouvreur, mise en scène par Michel Fau
  - Le Jugement dernier, mise en scène par Ludmilla Dabo
- 2007 : Les Bonnes de Jean Genet au Théâtre Pixel
- 2007 : Le Dindon de Georges Feydeau au Théâtre de Saint-Pierre du Perray
- 2013 : Les Soirées plaisantes au ciné 13 (1er prix des mises en capsules)
- 2014 : La vie rêvée des profs au Théâtre La Boussole
- 2017 : Les Petites Reines de Clémentine Beauvais, mise en scène Justine Heynemann, tournée et théâtre Montansier
- 2018 : Les Petites Reines de Clémentine Beauvais, mise en scène Justine Heynemann, théâtre Tristan Bernard
- 2018 : Trois hommes et un couffin, de et mise en scène Coline Serreau, théâtre du Gymnase
- 2019 : Jean-Louis XIV de et mise en scène Nicolas Lumbreras, théâtre des Béliers Parisiens
- 2023: Shahara et pourquoi pas la lune mise en scène Sarah Tick aux plateaux sauvages

## Radio
- 2013 La République de Platon, directs sur France Culture, réalisé par Cédric Aussir
- 2010 Les pieds des anges, France Culture, réalisé par Marguerite Gateau